# Jing Tian

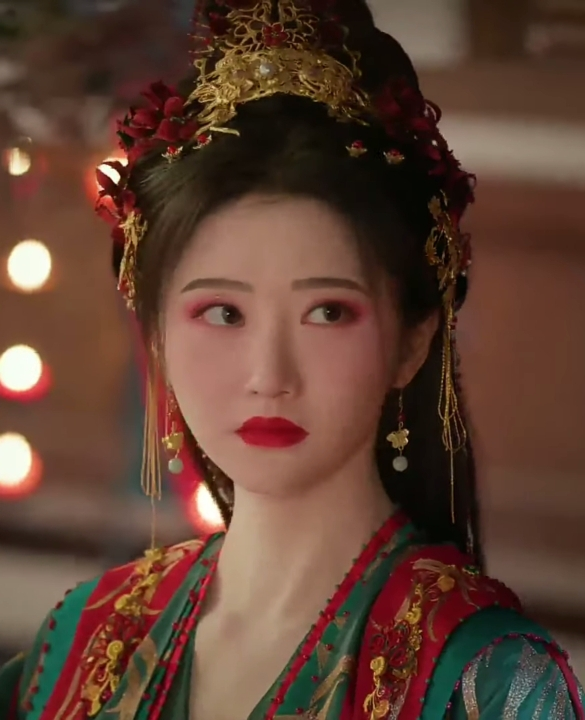
Jing Tian, 2024

Jing Tian (景甜; * 21. Juli 1988 in Xi’an, Volksrepublik China) ist eine chinesische Schauspielerin.

## Leben
Jing gab 2008 ihr Filmdebüt in Anaconda Frightened. Sie errang Aufmerksamkeit durch ihre Rollen in der Fernsehserie My Belle Boss (2010) und dem Historienfilm The Warring States (2011). Darauf erhielt sie Hauptrollen in großen Produktionen wie Special ID, Police Story 2013 und From Vegas to Macau.
2016 erhielt sie eine Rolle in Zhang Yimous internationaler Produktion The Great Wall und wurde darauf auch für die Filme Kong: Skull Island und Pacific Rim: Uprising eingesetzt. Es folgte ein chinesisches Fantasydrama, basierend auf den Manhua The King of Blaze (2018), in dem sie an der Seite von Chen Bolin die Hauptrolle spielte.
Bis 2019 war sie mit Tischtennisspieler Zhang Jike liiert. Mittlerweile sind die beiden aber wieder getrennt.

## Filmografie
- 2008: Anaconda Frightened (Kuang mang jinghun)
- 2010: My Belle Boss (Wo di meinu laoban)
- 2011: The Warring States (Zhan guo)
- 2012: Ultra Reinforcement (Chao shikong jiubing)
- 2012: Shadows of Love (Ying zi ai ren)
- 2012: Tears in Heaven (Xin mama zai ai wo yici)
- 2013: Better and Better (Yuelaiyuehao zhi cunwan)
- 2013: Special ID (Te shu shen fen)
- 2013: Police Story 2013 (Jing cha gu shi 2013)
- 2014: From Vegas to Macau (Du cheng fengyun)
- 2014: Dragon Nest: Warriors’ Dawn (Long zhi gu: poxiao qibing)
- 2016: The Great Wall
- 2017: Kong: Skull Island
- 2017: Fist & Faith (Qing He Nan Gao)
- 2018: Pacific Rim: Uprising
- 2019: Love Journey (Yī chǎng yùjiàn àiqíng de lǚxíng)